# پیتر دوم کورتنی
پیتر دوم کورتنی (فرانسوی: Pierre de Courtenay‎; ۱ ژانویهٔ ۱۱۵۵ – 1219)، امپراتور لاتین قسطنطنیه از سال ۱۲۱۶ تا ۱۲۱۷ میلادی بود که پس از مرگ وی، روبرت یکم، به جای وی نشست.